# Sphaeriusoidea
Super-famille
Synonymes
- Microsporoidea
- Sphaerioidea

Les Sphaeriusoidea sont une super-famille d'insectes coleoptères du sous-ordre des Myxophaga.

## Liste des familles
- Hydroscaphidae LeConte, 1874
- Sphaeriusidae Erichson, 1845
- Torridincolidae Steffan, 1964